# Ustava
Ustava je vodna građevina, kojom se uz pomoć zapornica omogućava kontrolirano propuštanje vode na kanalima, rijekama, branama i rudnicima. Zapornica se može otvarati i zatvarati na ustavi ručno, s pužnim prijenosnikom ili sa zupčanikom i zubnom letvom, ali se može i hidraulički.

## Vrste zapornica na ustavi

### Preklopne zapornice
Preklopne zapornice su čelične konstrukcije s uspornom plohom od čeličnog lima kad su veće, ili od drveta kad su manje. Pokreću se s obje strane ili jednostrano, u ležajevima koji su pričvršćeni duž praga protočnog polja. Ako se preklopna zapornica uspravlja pod tlakom vode, moment raste s trećom potencijom visine uspora, pa se često stavljaju protuutezi, smješteni u pragu ispod zapornice ili iznad razine vode, čime se moment sile smanjuje. Normalno se zapornica pokreće mehaničkim putem, motorima ili hidraulički pomoću uljnih cilindara.

### Pločaste zapornice
Pločaste zapornice se postavljaju u utore, tako da mogu kliziti i kotrljati se. Vododrživost u utorima se osigurava gumenim brtvama. Koriste se za otvore površine do 50 m2. Prosječna visina zapornice je 4 do 5 m. Nedostatak pločastih zapornica je da je potrebna dvostruka visina za podizanje zapornice, kao i za smještaj uređaja za podizanje. Na donjem bridu zapornice treba osigurati stabilan položaj mlaza.

### Segmentne ili radijalne zapornice
Segmentne ili radijalne zapornice se kreću oko vodoravne osovine, a uspor vrše pomoću kružno ili cilindrično zakrivljenih čeličnih ploča, s potrebnim ukrućenjima. Tijelo segmentnih zapornica naliježe na dvije poluge, koje preko okretnog zgloba prenose sile na oslonce. Kako je segmentna zapornica kružnog oblika, hidrostatički tlak prolazi kroz točku okretanja, čime se izbjegava okretni moment sile pri podizanju zapornice. Zatvaraju površine do 560 m2. Raspon može biti od 15 do 40 m, a visina od 12 do 18 m. Najveća segmentna zapornice je izvedena s dužinom 56 m i visinom 22,5 m. Na bokovima se nalaze limovi koji omogućuju klizanje zapornice. Brtvljenje se izvodi na bokovima i na dnu korištenjem gumenih traka (klize obično po nehrđajućem čeliku).

### Sektorske zapornice
Sektorske zapornice su dio kružnog cilindra koji se kreće oko pokretne osovine pričvršćene za donji, masivni dio ustave, u koji se mogu u spuštenom položaju potpuno upustiti. Pogon im je obično hidraulički, a prostor za upuštanje vezan je za donju i gornju vodu. Zapornica je slabo napregnuta sa savijanjem i uvijanjem, te u uzdužnom dijelu ne mora preuzimati velike sile od tlaka vode i vlastite težine, jer se hidrostatički tlak prenosi direktno na masivnu podlogu. Vratilo joj može biti smješteno s uzvodne ili nizvodne strane. Pogodniji je nizvodni položaj, jer je lakša kontrola i održavanje. Nisu pogodne na ustavama gdje voda pronosi mnogo nanosa, a ni za velike visine uspora. U dužini su gotovo neograničene, jer se oslanjaju na cijeloj dužini protočnog polja. 

### Igličaste zapornice
Igličaste zapornice mogu biti izrađene od drveta, metalnih cijevi ili ploča, položenih jedna uz drugu, u okomitom položaju. U pragu se obično ulažu u posebne utore, a na površini vode se oslanjaju na posebnu čeličnu konstrukciju. Zbog uzgona teško se može rukovati drvenim zapornicama debljine veće od 10 centimetara i dužine 5 metara. Metalne cijevi su obično zatvorene na dnu, da bi se iskoristio uzgon, čime se smanjuje težina pri dizanju i spuštanju. Proračunavaju se kao grede na dva ležaja. Zbog slabog brtvljenja mora se s uzvodne strane sipati piljevina ili troska. To takve ustave čini nepodesnima, pa se danas upotrebljavaju isključivo još kao pomoćne ustave.